# Ludovico Visconti
Ludovico Visconti (Milano, 1355 – Trezzo sull'Adda, 28 luglio 1404) fu governatore e signore di Parma dal 1385 al 1404 e governatore di Lodi dal 1379 al 1385.

## Biografia

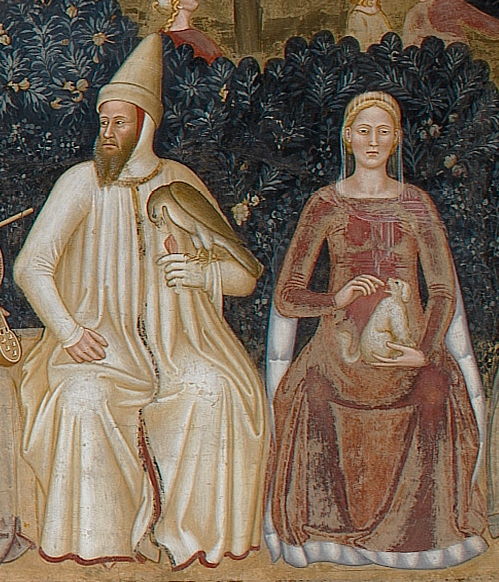
Bernabò Visconti con la moglie Beatrice.

Era figlio di Bernabò Visconti, signore di Milano, e di Beatrice della Scala.
Nel 1379 Bernabò spartì i suoi domini tra i cinque figli legittimi Marco, Carlo, Ludovico, Gianmastino e Rodolfo: a Ludovico spettarono Crema e Lodi.

### Matrimonio

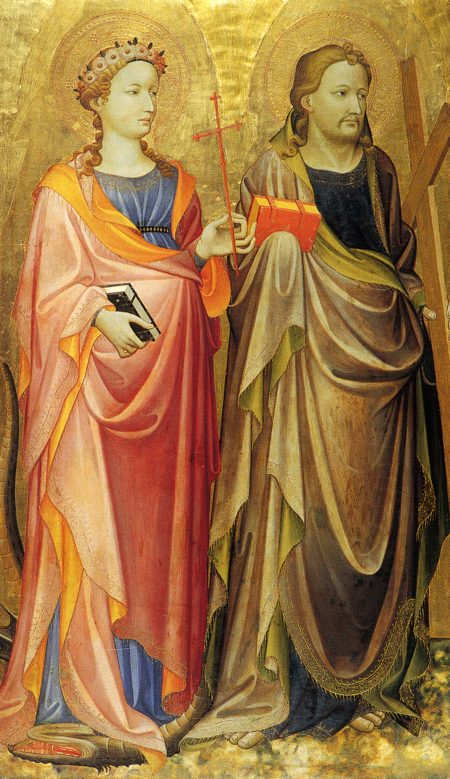
Violante Visconti col fratello Gian Galeazzo in personificazioni sacre.

Sposò il 18 aprile 1381 Violante Visconti, la quale era rimasta vedova prima di Lionello di Anversa, duca di Clarence (1338 – 1368), figlio del re d'Inghilterra Edoardo III, poi di Ottone Paleologo nel 1378 . Violante era cugina di Ludovico in quanto figlia di Galeazzo II Visconti, fratello di Bernabò.

### La prigionia
Al fine di ottenere il potere assoluto su Milano, Gian Galeazzo Visconti, fratello di Violante, fece catturare a tradimento lo zio Bernabò e i figli Ludovico e Rodolfo. L'agguato avvenne fuori della Pusterla di Sant'Ambrogio il 6 maggio 1385.
Ludovico venne rinchiuso nel castello di San Colombano, ove ricevette la notizia nel 1386 della morte della moglie.

### Speranza di matrimonio e morte
Quando nel 1393 morì a Cipro Valentina Viscont, sorella di Ludovico, a Gian Galeazzo venne l'idea di dare in sposa a Ludovico una figlia del nuovo re Giacomo I di Cipro, un cugino di Pietro II di Cipro, marito di Valentina, morto senza eredi. Il matrimonio però non avvenne mai.
Ludovico morì nel castello di Trezzo tra il 21 giugno e il 28 luglio del 1404, dopo quasi venti anni di prigionia. Fu sepolto nel Santuario della Madonna della Rocchetta.

## Discendenza
Ludovico e Violante ebbero un figlio :
- Giovanni, nato dopo il 1382 [6] che fu signore di Lodi[7].

## Ascendenza
|                        |                     |                       | Genitori                 |  |  | Nonni |  |  | Bisnonni          |  |  | Trisnonni         |  |
|                        |                     |                       |                          |  |  |       |  |  | Matteo I Visconti |  |  | Teobaldo Visconti |  |
|                        |                     |                       |                          |  |  |       |  |  | Matteo I Visconti |  |  | Teobaldo Visconti |  |
|                        |                     | Anastasia Pirovano    |                          |  |  |       |  |  | Matteo I Visconti |  |  |                   |  |
| Stefano Visconti       |                     |                       |                          |  |  |       |  |  | Matteo I Visconti |  |  |                   |  |
|                        |                     | Bonacossa Borri       | Squarcino Borri          |  |  |       |  |  |                   |  |  |                   |  |
|                        |                     | Bonacossa Borri       | Squarcino Borri          |  |  |       |  |  |                   |  |  |                   |  |
|                        |                     | Bonacossa Borri       | Antonia                  |  |  |       |  |  |                   |  |  |                   |  |
| Bernabò Visconti       |                     | Bonacossa Borri       |                          |  |  |       |  |  |                   |  |  |                   |  |
|                        |                     | Bernabò Doria         | …                        |  |  |       |  |  |                   |  |  |                   |  |
|                        |                     | Bernabò Doria         | …                        |  |  |       |  |  |                   |  |  |                   |  |
|                        |                     | Bernabò Doria         | …                        |  |  |       |  |  |                   |  |  |                   |  |
| Valentina Doria        |                     | Bernabò Doria         |                          |  |  |       |  |  |                   |  |  |                   |  |
|                        |                     | Eliana Fieschi        | …                        |  |  |       |  |  |                   |  |  |                   |  |
|                        |                     | Eliana Fieschi        | …                        |  |  |       |  |  |                   |  |  |                   |  |
|                        |                     | Eliana Fieschi        | …                        |  |  |       |  |  |                   |  |  |                   |  |
| Ludovico Visconti      |                     | Eliana Fieschi        |                          |  |  |       |  |  |                   |  |  |                   |  |
|                        | Alboino della Scala | Alberto I della Scala |                          |  |  |       |  |  |                   |  |  |                   |  |
|                        | Alboino della Scala | Alberto I della Scala |                          |  |  |       |  |  |                   |  |  |                   |  |
|                        | Alboino della Scala | Verde di Salizzole    |                          |  |  |       |  |  |                   |  |  |                   |  |
| Mastino II della Scala | Alboino della Scala |                       |                          |  |  |       |  |  |                   |  |  |                   |  |
|                        |                     | Beatrice da Correggio | Giberto III da Correggio |  |  |       |  |  |                   |  |  |                   |  |
|                        |                     | Beatrice da Correggio | Giberto III da Correggio |  |  |       |  |  |                   |  |  |                   |  |
|                        |                     | Beatrice da Correggio | Elena Malaspina          |  |  |       |  |  |                   |  |  |                   |  |
| Beatrice della Scala   |                     | Beatrice da Correggio |                          |  |  |       |  |  |                   |  |  |                   |  |
|                        |                     | Giacomo I da Carrara  | Marsilio                 |  |  |       |  |  |                   |  |  |                   |  |
|                        |                     | Giacomo I da Carrara  | Marsilio                 |  |  |       |  |  |                   |  |  |                   |  |
|                        |                     | Giacomo I da Carrara  | …                        |  |  |       |  |  |                   |  |  |                   |  |
| Taddea da Carrara      |                     | Giacomo I da Carrara  |                          |  |  |       |  |  |                   |  |  |                   |  |
|                        |                     | Elisabetta Gradenigo  | Pietro Gradenigo         |  |  |       |  |  |                   |  |  |                   |  |
|                        |                     | Elisabetta Gradenigo  | Pietro Gradenigo         |  |  |       |  |  |                   |  |  |                   |  |
|                        |                     | Elisabetta Gradenigo  | Tommasina Morosini       |  |  |       |  |  |                   |  |  |                   |  |
|                        |                     | Elisabetta Gradenigo  |                          |  |  |       |  |  |                   |  |  |                   |  |